# شوتان
شهر شوتان (به فرانسوی: Schoten) در شهرستان آنتوئر در استان آنتوئر در منطقه فلاندری در کشور بلژیک واقع شده‌است.